# Frères mineurs capucins
Pour les articles homonymes, voir capucin.
Les Frères mineurs capucins (en latin : Ordo Fratrum Minorum Capuccinorum, abrégé en O.F.M. Cap.) forment l'une des trois branches masculines du premier ordre religieux de la famille franciscaine, approuvé comme institut religieux de droit pontifical en 1528 par le pape Clément VII. De nombreux frères provenant presque tous de la branche de l'Observance et séparée de celle des Conventuels ont rallié alors ce nouvel ordre. Ils sont ainsi nommés du capuce ou capuchon dont ils couvrent leur tête.
Les capucins sont au début du XXIe siècle à peu près dix mille, répartis à travers le monde. Leur ministre général est le P. Roberto Genuin, depuis le 3 septembre 2018.

## Histoire

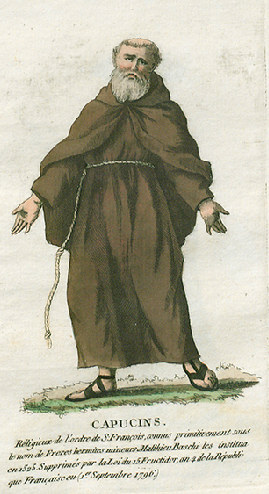
Capucins.

Ces religieux ne sont pas des moines : ils ne vivent pas en monastères, et suivent la règle de François d'Assise complétée par des Constitutions qui peuvent être modifiées par le Chapitre général. Ils furent établis en 1525 par Matthieu de Baschi, frère franciscain de Montefiorentino, qui réunit autour de lui quelques frères voulant revenir à une pauvreté réelle, à la fraternité avec les pauvres de leurs temps et de longs temps d'oraison mentale, nom occidental de la méditation. Leur barbe est à la fois le visage du laïc (les prêtres sont, en ce temps, glabres, sauf les prêtres capucins) et du travailleur, et le visage donné aux prophètes bibliques. À l'encontre de la mode baroque, ils adoptèrent une liturgie vite surnommée « lugubre » : aucun instrument de musique, et psalmodie en recto tono lent. Leur radicalité a fait naître un faux proverbe aux XVIe et XVIIe siècles : « Si tu vas aux Amériques, confie ta femme à un Jésuite, et ton argent à un capucin, mais ne fais jamais le contraire ! ». En effet, ils insistent énormément sur le primat d'une vie sociale bienveillante avec tous, surtout les pauvres, et le rejet du confort et des richesses.
Les premiers capucins résidaient pour la plupart dans les marches d'Ancône, dans cette province où le souvenir des premiers compagnons de saint François d'Assise et celui des Spirituels se perpétue. Ils sont motivés par la dynamique de réforme ou renouveau qui enfièvre l'Ordre franciscain depuis le XIIIe siècle. Les Spirituels (qui sont condamnés en 1317) n'ont pas cessé de promouvoir une pratique intransigeante de pauvreté absolue légitimée par l'exemple de François et de ses compagnons. Ce courant de retour authentique aux sources est la principale motivation dans la réforme capucine, comme de toutes les nombreuses réformes franciscaines.
Frère Matthieu de Baschi venant de l'Observance ne veut plus porter l'habit de son Ordre, ayant eu la vision de saint François portant un habit avec un capuchon pointu (janvier 1525). Il demande au pape par l'intermédiaire de la duchesse de Camerino (nièce du pape) une dispense orale pour porter cet habit et prêcher d'une manière itinérante.
Frère Mathieu est à l'initiative en quelque sorte d'une réforme attendue par plus de sept cents frères de son propre Ordre qu'est l'Observance. À la suite de ce début de réforme, Louis de Fossombrone et ses futurs compagnons gagnent l'estime de la duchesse de Camérino qui devient leur protectrice à cause de leur abnégation au service des pestiférés : les plus rejetés, les "lépreux" de leur époque.
Frère Louis et ses compagnons mènent une vie érémitique selon la règle dite des ermitages de saint François : chacun y alterne une semaine à prier et méditer en silence, et une semaine à nourrir et prendre soin des autres, et des taches conventuelles. Dès le début, les premiers frères portaient un habit avec un capuchon pointu par autodérision, cousu à une large bure, et non à un capulet recouvrant le haut du torse. Comme tous les frères du Premier Ordre Franciscain et les sœurs clarisses, ils ont une corde pour ceinture, ce qui les distingue. Ils vivaient d'aumônes : soit de denrées données (quêtées) de porte en porte, soit de donation qui permettait les grands projets. Beaucoup de frères âgés, jusqu'à la fin du XXe siècle décidaient de ne pas toucher du doigt la moindre pièce, le moindre billet. Seul le frère économe se salissait les mains à gérer l'argent.
En 1535 se tint le chapitre si longtemps attendu, après que les Capucins du groupe des Reformati se soient tournés vers le ministre général des Conventuels. Il fut alors possible d'établir la jeune fraternité et son gouvernement sur le fondement solide du droit. Bernardino d'Asti fut nommé vicaire général, après avoir été le chef du mouvement réformateur dans la province romaine de l'Observance. Ni Matthieu de Baschi, ni Louis de Fossombrone n'ont, comme lui, marqué d'un sceau indélébile l'organisation et la forme de la vie de l'ordre naissant. Bernardino d'Asti reçut plus tard le nom de « Père de l'Ordre des Capucins » en donnant les premières constitutions à l'Ordre en 1536. L'ordre fut approuvé par Paul III en 1536.
Le pape Paul III en 1543, après le départ de certains frères influents dans l'Ordre (Bernardino Ochino) leur interdit toute activité apostolique pendant deux ans voulant même supprimer l'Ordre, jugé inutile et risquant de créer des frères gyrovagues. Mais le cardinal Sanseverino parla en faveur des accusés et conseilla de vérifier auparavant la conduite des membres de l'Ordre. Ils se sont donc résignés à vivre dans leurs couvents ou leurs ermitages. Le pape nomme un commissaire général avec mission de rétablir la paix dans l'Ordre. Pour cette mission difficile il choisit François de Jesi qui fut élu par la suite vicaire général. L'interdiction comprenait aussi de ne pas pouvoir s'étendre au-delà des Alpes et cela de 1535 à 1550. Ces restrictions sont dues à des raisons de politique interne entre le pape et le ministre général des Observants, ce dernier voulant attirer les Capucins sous son obédience. L'influence des Observants cessa peu à peu, ce qui contribua à creuser la distance entre les deux branches. C'est la génération d'après Bernardin d'Asti qui eut tendance à considérer l'Ordre comme un rameau distinct de l'arbre franciscain.

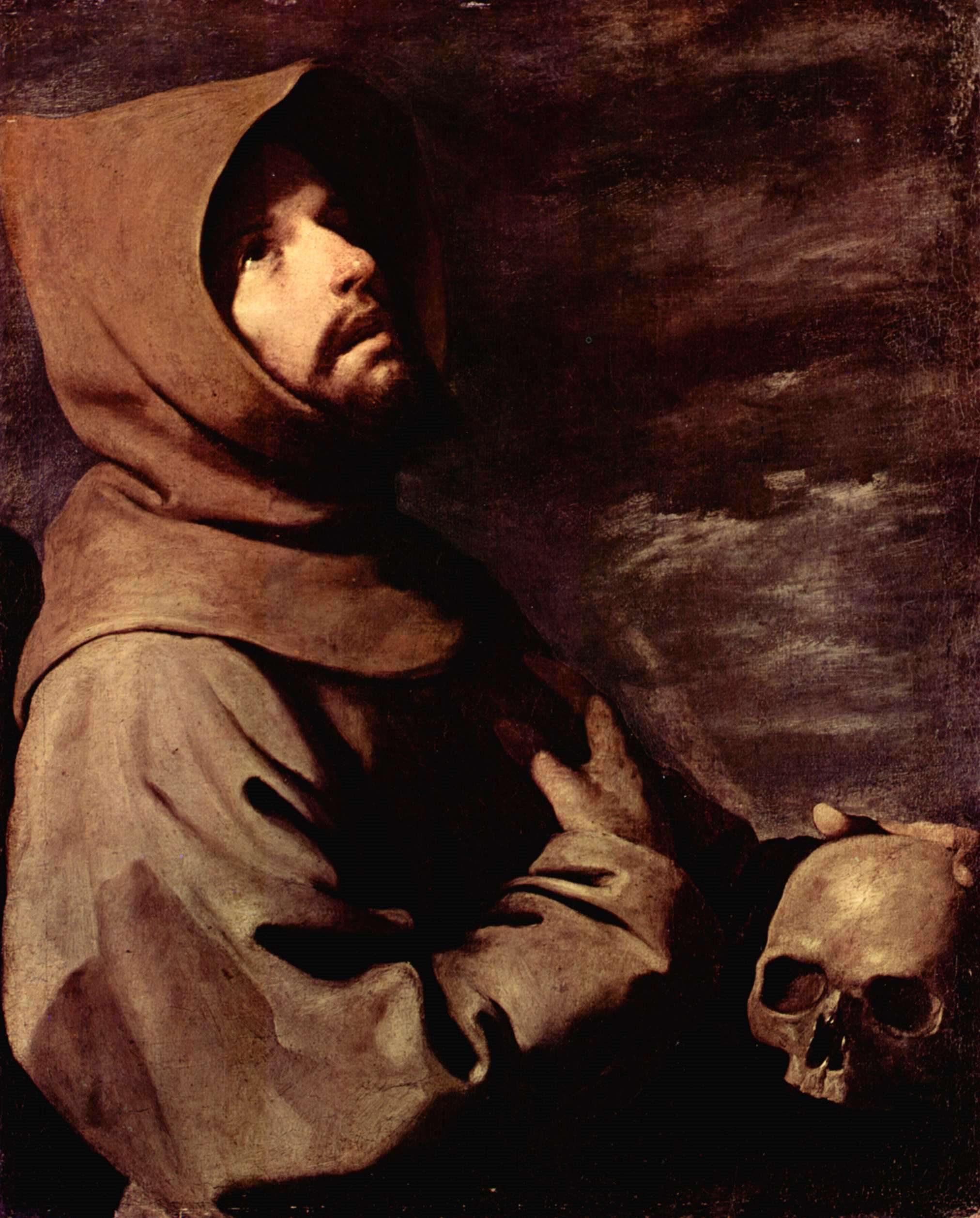
Saint François en extase (portant le « capuce »), par Francisco de Zurbarán, Alte Pinakothek de Munich, 1658.

C'est finalement en 1574 que Grégoire XIII donne la liberté aux Capucins de se répandre partout dans le monde. La même année, les premiers frères Capucins arrivent au couvent de Meudon et à Paris ; introduits en France sous Catherine de Médicis et Charles IX, ils s'y multiplient rapidement (voir Couvent des Capucins Saint-Honoré). Ils sont également, à cette époque, à l'appui de la Contre-Réforme, très présents dans les Pays-Bas espagnols (future Belgique sans la principauté de Liège), dont les Provinces-Unies protestantes (futurs Pays-Bas), viennent de faire sécession. En 1587, un groupe de Capucins, sous la direction de saint Joseph de Leonessa, se rendit à Constantinople pour prendre en charge une mission catholique abandonnée dans le quartier de Galata. Ils furent expulsés assez rapidement du pays, car saint Joseph de Leonessa poussa le zèle missionnaire jusqu'à se rendre au palais de Topkapi afin de demander au sultan Mourad III de se convertir au catholicisme.
Sur intervention du saint cardinal Charles Borromée, archevêque de Milan, les Capucins s'établissent à Altdorf (en Suisse) en 1581. Par-dessus tout, on constate la grande expansion géographique de l'Ordre au-delà des Alpes et l'envoi des premières expéditions missionnaires. À la fin de cette période, on compte 40 provinces et 15 000 religieux. L'expansion rapide mais difficile des Capucins nous fait entrevoir leur importance dans la mise en œuvre de la Contre-Réforme.
Par la suite, plusieurs promulgations sont faites :
- en 1608 les Capucins sont déclarés « de vrais frères mineurs et fils de saint François » ;
- en 1619 un bref (lettre du pape ne comportant pas son sceau) promulgue que le supérieur général s'appellera ministre général au même titre que les autres.

## Époque contemporaine
Aboli en France en 1790, l'ordre se maintint à l'étranger. Il a reparu en France sous la Restauration. Les Capucins portaient tous, avant le Concile Vatican II, une robe d'étoffe brune, ou grise dans certains pays de l'hémisphère Sud, un manteau, un capuchon pointu, une longue barbe, et marchaient les pieds nus dans des sandales : telle est du moins l'image traditionnelle qui les caractérise.
Ils accordent une grande importance au vœu de pauvreté. Dans certains pays, ils vivent encore partiellement d'aumônes. De nos jours, en France, ils ont été très présents dans le mouvement des prêtres ouvriers, et dans les luttes sociales. L'abbé Pierre fut d'abord capucin avant de choisir plus d'autonomie : jusqu'à ses derniers jours, il a gardé sa robe brune et la corde caractéristique de l'ordre à côté de lui, ainsi que la barbe. Le choix de vie est marqué par l'austérité. À la différence d'autres ordres religieux, la pauvreté doit, autant que faire se peut, être personnelle et collective: l'enrichissement des communautés est fréquemment critiqué à l'intérieur même de l'ordre. Ce choix de vie s'accompagne d'une proximité maximale avec les couches sociales défavorisées.
La fraternité est une constante de l'éthique capucine. Elle est théologique (Jésus-Christ premier-né d'une multitude de frères) et sociale : l'instauration d'une fraternité humainement reconnue en priorité avec les plus pauvres est une constante de l'ordre capucin.
De leur origine érémitique, les capucins ont gardé la tradition de « l'oraison mentale » : méditation silencieuse à l'église fréquemment pratiquée ensemble, et appuyée par une pratique personnelle.
Cet ordre a produit en France quelques hommes distingués, entre autres le P. Henri de Joyeuse, le P. Joseph du Tremblay ou l'Abbé Pierre.

### XXeetXXIesiècles
Des années 1970 aux années 2000, la plupart des capucins choisirent de porter un vêtement ordinaire simple au lieu de leur habit religieux traditionnel, principalement en Europe occidentale, en dehors du couvent (exception faite de communautés traditionalistes séparées comme la Communauté capucine d’observance traditionnelle) ; depuis les plus jeunes frères portent plus communément l'habit propre des capucins.
Parmi ceux qui ne portent pas l'habit, le port du Tau, ou croix de saint Antoine est le plus fréquent ; ce dernier représente une croix en forme de T. Objet du sermon d'ouverture du quatrième concile du Latran par Innocent III, il fut adopté comme signature par François d'Assise et figure sur le billet autographe adressé à frère Léon. Il a son origine dans l'Ancien Testament au livre d'Ézéchiel, chapitre IX, verset 4.
Très touché comme d'autres par la crise des vocations religieuses et sacerdotales, l'ordre recrute très peu de nos jours en France qui a fermé des dizaines de couvents ou de fraternités (lieu de vie pour une demi-douzaine de frères) depuis les années 1970. La diminution numérique n'empêche pas des initiatives récentes telles que la restructuration de la communauté des Frères mineurs capucins à Clermont-Ferrand, la fondation de fraternités à Montpellier (1998), en Algérie (2006) et en banlieue parisienne (à Villeneuve-Saint-Georges en 2009, à Créteil), ainsi qu'à Lourdes en 2017 pour l'accueil des pèlerins.
En 2022, l'Ordre est très présent et actif à Madagascar. Aux États-Unis se trouve la Communauté des Frères Franciscains du Renouveau dans le Bronx (New York).
La bibliothèque franciscaine à Paris conserve un riche fonds patrimonial qui témoigne de la longue histoire de l'ordre des capucins

## Abus sexuels
L'affaire Joël Allaz fait référence au prêtre capucin Joël Allaz, ayant agressé sexuellement, en Suisse et en France, au moins 24 enfants entre 1958 et 2003. Les affaires sont prescrites pour vingt-deux victimes en Suisse mais deux victimes ont été abusées en France entre 1992 et 1995. Joël Allaz est condamné, en janvier 2012, par le tribunal correctionnel de Grenoble à deux ans de prison avec sursis,.

## Capucins célèbres
- Saint Félix de Cantalice (1515-1587)
- Saint Séraphin de Montegranaro (1540-1604)
- Saint Joseph de Leonessa (1556-1612)
- Saint Laurent de Brindes, Docteur de l'Église (1559-1619)
- Saint Fidèle de Sigmaringen (1578-1622)
- Saint Bernard de Corleone (1605-1667)
- Saint Crispin de Viterbe (1668-1750)
- Saint Ange d'Acri (1669-1739)
- Saint Ignace de Santhia (1686-1770)
- Saint Ignace de Laconi (1701-1781)
- Saint Félix de Nicosie (1715-1787)
- Saint François-Marie de Camporosso (1804-1866)
- Saint Conrad de Parzham (1818-1894)
- Saint Léopold Mandic (1866-1942)
- Saint Padre Pio (1887-1968)
- Bienheureux Benoît d'Urbin (1560-1625)
- Bienheureux Jérémie de Valachie (1556-1625)
- Bienheureux Thomas d'Olera (1563-1631)
- Bienheureux Agathange de Vendôme (1598-1638)
- Bienheureux Cassien de Nantes (1607-1638)
- Bienheureux Diego Joseph de Cadix (1743-1801)
- Bienheureux Bernard d'Offida (1604-1694)
- Bienheureux Marc d'Aviano (1631-1699)
- Bienheureux Jean-Louis de Besançon (1720-1794)
- Bienheureux Protais de Sées (1747-1794)
- Bienheureux Sébastien de Nancy (1749-1794)
- Bienheureux Apollinaire Morel (1739-1792)
- Bienheureux Joseph Tous y Soler (1811-1871)
- Bienheureux Honorat de Biala (1829-1916)
- Bienheureux Innocent de Berzo (1844-1890)
- Bienheureux André-Hyacinthe Longhin (1863-1936)
- Bienheureux Léopold d'Alpandeire (1864-1956)
- Bienheureux Anicet Koplin (1875-1941)
- Bienheureux Symphorien Ducki (1888-1942)
- Bienheureux Fidèle Chojnacki (1906-1942)
- Bienheureux Henri de Krzysztofik (1908-1942)
- Bienheureux Florian Stepniak (1912-1942)
- Bienheureux Jacques de Ghazir (1875-1954)
- Bienheureux Nicolas de Gesturi (1882-1958)
- Bienheureux Solanus Casey (1870-1957)
- Bienheureux martyrs de 1936
- Benoît Picart, France
- Frans Titelmans, Belgique
- Henri de Joyeuse, Père Ange
- Joseph du Tremblay dit le Père Joseph, éminence grise du cardinal de Richelieu, France
- Mathias Bellintani de Salo, Italie
- Cardinal Seán O'Malley, Boston, États-Unis
- Cardinal Ignace Persico, Sillery (Québec), Canada
- Benoît de Canfield (1562-1611)
- Abbé Pierre (1912-2007), France
- Ambroise de Lombez (1708-1778), France
- Marie-Antoine de Lavaur (1825-1907), France
- Inácio João Dal Monte (1897-1963), Brésil
- Cardinal Raniero Cantalamessa (1934-), Italie
- Cesare Bonizzi, dit Frate Bonizzi et Frate Cesare (1946-2024), Italie